# Olympische Sommerspiele 2016/Segeln – Nacra 17 (Mixed)
Die Segelregatta im Mixed in der Bootsklasse Nacra 17 bei den Olympischen Sommerspielen 2016 in Rio de Janeiro wurde vom 10. bis 16. August 2016 ausgetragen.

## Titelträger
| Weltmeister | Marie Riou / Billy Besson | Santander 2014 |

## Zeitplan
| ● | Regatta | ● | Medal Race |

| Datum   | August  | August  | August  | August  | August   | August  | August  |
| Datum   | 10. Mi. | 11. Do. | 12. Fr. | 13. Sa. | 14. So.  | 15. Mo. | 16. Di. |
| ------- | ------- | ------- | ------- | ------- | -------- | ------- | ------- |
| Regatta | 1/2     | 3/4/5/6 | frei    | 7/8/9   | 10/11/12 | frei    | ●       |

## Ergebnisse
| - † = Streichergebnis - UFD = "U" flag disqualification - BFD = "Black" flag disqualification - RDG = Redress given (Anerkannte Abhilfe) - DNF = Did not finish (Rennen nicht beendet) - DSQ = Disqualifikation - OCS = On the course side of the starting line (Falsche Position bei Start) |

| Rang | Athleten                                 | Nation             | Regatta   | Regatta   | Regatta   | Regatta  | Regatta  | Regatta | Regatta | Regatta   | Regatta | Regatta   | Regatta  | Regatta | Regatta | Punkte | Punkte                |
| Rang | Athleten                                 | Nation             | I         | II        | III       | IV       | V        | VI      | VII     | VIII      | IX      | X         | XI       | XII     | MR      | Gesamt | Mit Streich- ergebnis |
| ---- | ---------------------------------------- | ------------------ | --------- | --------- | --------- | -------- | -------- | ------- | ------- | --------- | ------- | --------- | -------- | ------- | ------- | ------ | --------------------- |
| 1    | Santiago Lange Cecilia Carranza Saroli   | Argentinien        | 11        | 2         | 14        | 2        | 12       | 6       | 1       | 6         | 9       | 21† (BFD) | 2        | 1       | 12      | 98     | 77                    |
| 2    | Jason Waterhouse Lisa Darmanin           | Australien         | 6         | 8         | 4         | 1        | 1        | 5       | 15      | 11        | 11      | 1         | 12       | 17†     | 4       | 95     | 78                    |
| 3    | Thomas Zajac Tanja Frank                 | Österreich         | 12†       | 4         | 12        | 6        | 9        | 8       | 8       | 3         | 4       | 10        | 4        | 5       | 6       | 90     | 78                    |
| 4    | Gemma Jones Jason Saunders               | Neuseeland         | 9         | 15†       | 7         | 5        | 4        | 2       | 4       | 8         | 12      | 13        | 13       | 2       | 2       | 94     | 81                    |
| 5    | Vittorio Bissaro Silvia Sicouri          | Italien            | 10        | 12        | 3         | 3        | 3        | 7       | 6       | 13†       | 13      | 2         | 7        | 4       | 14      | 97     | 84                    |
| 6    | Billy Besson Marie Riou                  | Frankreich         | 7         | 19†       | 16        | 8        | 13       | 15      | 2       | 1         | 1       | 3         | 11       | 7       | 10      | 110    | 93                    |
| 7    | Matías Bühler Nathalie Brugger           | Schweiz            | 1         | 7         | 6         | 19†      | 11       | 18      | 10      | 7         | 5       | 5         | 1        | 10      | 20      | 119    | 100                   |
| 8    | Bora Gulari Louisa Chafee                | Vereinigte Staaten | 13        | 10        | 21† (RET) | 12       | 21 (RET) | 4       | 9       | 2         | 8       | 8         | 9        | 3       | 8       | 127    | 106                   |
| 9    | Ben Saxton Nicola Groves                 | Großbritannien     | 3         | 5         | 2         | 7        | 5        | 3       | 13      | 12        | 16†     | 15        | 15       | 12      | 18      | 125    | 109                   |
| 10   | Samuel Albrecht Isabel Swan              | Brasilien          | 17        | 1         | 18        | 9        | 2        | 16      | 12      | 4         | 19†     | 7         | 8        | 8       | 16      | 136    | 117                   |
| 11   | Fernando Echávarri Tara Pacheco          | Spanien            | 16        | 21† (DSQ) | 5         | 16       | 15       | 10      | 11      | 5         | 3       | 4         | 10       | 6       | –       | 122    | 101                   |
| 12   | Allan Nørregaard Anette Viborg Andreasen | Dänemark           | 8         | 9         | 9         | 14       | 10       | 12      | 17†     | 9         | 7       | 11        | 5        | 15      | –       | 125    | 108                   |
| 13   | Paul Kohlhoff Carolina Werner            | Deutschland        | 14        | 11        | 10        | 17       | 8        | 13      | 5       | 10        | 2       | 9         | 14       | 18†     | –       | 130    | 112                   |
| 14   | Mandy Mulder Coen de Koning              | Niederlande        | 5         | 13        | 21† (UFD) | 11       | 7        | 14      | 7       | 21 (UFD)  | 6       | 14        | 3        | 13      | –       | 133    | 112                   |
| 15   | Luke Ramsay Nikola Girke                 | Kanada             | 4         | 17        | 8         | 10       | 16       | 9       | 18      | 21† (UFD) | 15      | 12        | 17       | 9       | –       | 154    | 133                   |
| 16   | Nicole van der Velden Thijs Visser       | Aruba              | 15        | 18        | 1         | 15       | 14       | 1       | 19†     | 17        | 10      | 16        | 16       | 14      | –       | 154    | 135                   |
| 17   | Pablo Defazio Mariana Foglia             | Uruguay            | 19†       | 6         | 11        | 13       | 17       | 19      | 16      | 16        | 17      | 6         | 6        | 16      | –       | 161    | 142                   |
| 18   | Sofia Bekatorou Mike Pateniotis          | Griechenland       | 21† (DNF) | 21 (DSQ)  | 17        | 4        | 6        | 11      | 3       | 15        | 14      | 18        | 21 (UFD) | 19      | –       | 169    | 148                   |
| 19   | Justin Liu Denise Lim                    | Singapur           | 2         | 16        | 15        | 18†      | 18       | 17      | 14      | 14        | 18      | 17        | 21 (UFD) | 11      | –       | 178    | 157                   |
| 20   | Hedi Gharbi Rihab Hammami                | Tunesien           | 18        | 21† (UFD) | 19        | 21 (DNF) | 19       | 20      | 20      | 18        | 20      | 19        | 18       | 20      | –       | 232    | 211                   |